# Calcio Padova 1979-1980
Questa pagina raccoglie i dati riguardanti il Calcio Padova nelle competizioni ufficiali della stagione 1979-1980.

## Stagione
La squadra termina al 2º posto il campionato di Serie C2 - girone B, alle spalle del Modena e a pari punti con il Trento. Per stabilire quale delle due formazioni al secondo posto dovrà essere promossa in serie C1 è necessario lo spareggio che si disputa a Verona il 13 giugno 1980, dove la compagine tridentina ha la meglio sui biancoscudati ai calci di rigore.
Il cammino in Coppa Italia Semiprofessionisti si conclude con la prima vittoria del Padova in questa competizione, al termine della doppia finale con la Salernitana.

## Rosa
| N. |                   | Ruolo | Calciatore        |
| -- | ----------------- | ----- | ----------------- |
|    | Italia (bandiera) | P     | Fausto Gandolfi   |
|    | Italia (bandiera) | P     | Pietro Gennari    |
|    | Italia (bandiera) | D     | Stefano Montanini |
|    | Italia (bandiera) | D     | Walter Berlini    |
|    | Italia (bandiera) | D     | Costantino Idini  |
|    | Italia (bandiera) | D     | Attilio Berti     |
|    | Italia (bandiera) | D     | Antonio Battilani |
|    | Italia (bandiera) | D     | Giorgio Michielon |
|    | Italia (bandiera) | D     | Maurizio Tubaldo  |

| N. |                   | Ruolo | Calciatore          |
| -- | ----------------- | ----- | ------------------- |
|    | Italia (bandiera) | C     | Giacomo Perego      |
|    | Italia (bandiera) | C     | Giuseppe Pillon     |
|    | Italia (bandiera) | C     | Ivan Romanzini      |
|    | Italia (bandiera) | C     | Adriano Amadi       |
|    | Italia (bandiera) | A     | Franco Pezzato      |
|    | Italia (bandiera) | A     | Antonello Spinoccia |
|    | Italia (bandiera) | A     | Cesare Vitale       |
|    | Italia (bandiera) | A     | Walter Bertagna     |

## Risultati

#### Girone di andata
| 1ª giornata | Legnano | 1 – 4 | Padova |  |

| 2ª giornata | Padova | 4 – 1 | Seregno |  |

| 3ª giornata | Modena | 2 – 1 | Padova |  |

| 4ª giornata | Padova | 3 – 0 | Bolzano |  |

| 5ª giornata | Arona | 1 – 0 | Padova |  |

| 6ª giornata | Conegliano | 1 – 2 | Padova |  |

| 7ª giornata | Padova | 3 – 0 | Pro Patria |  |

| 8ª giornata | Carpi | 1 – 2 | Padova |  |

| 9ª giornata | Padova | 1 – 0 | Trento |  |

| 10ª giornata | Rhodense | 0 – 2 | Padova |  |

| 11ª giornata | Padova | 1 – 0 | Mestrina |  |

| 12ª giornata | Monselice | 1 – 1 | Padova |  |

| 13ª giornata | Padova | 1 – 0 | Aurora Desio |  |

| 14ª giornata | Venezia | 0 – 0 | Padova |  |

| 15ª giornata | Padova | 3 – 0 | Pordenone |  |

| 16ª giornata | Adriese | 1 – 2 | Padova |  |

| 17ª giornata | Padova | 1 – 1 | Fanfulla |  |

#### Girone di ritorno
| 18ª giornata | Padova | 5 – 0 | Legnano |  |

| 19ª giornata | Seregno | 2 – 0 | Padova |  |

| 20ª giornata | Padova | 1 – 2 | Modena |  |

| 21ª giornata | Bolzano | 0 – 1 | Padova |  |

| 22ª giornata | Padova | 1 – 1 | Arona |  |

| 23ª giornata | Padova | 2 – 0 | Conegliano |  |

| 24ª giornata | Pro Patria | 0 – 0 | Padova |  |

| 25ª giornata | Padova | 4 – 0 | Carpi |  |

| 26ª giornata | Trento | 0 – 0 | Padova |  |

| 27ª giornata | Padova | 0 – 1 | Rhodense |  |

| 28ª giornata | Mestrina | 2 – 1 | Padova |  |

| 29ª giornata | Padova | 0 – 0 | Monselice |  |

| 30ª giornata | Aurora Desio | 0 – 1 | Padova |  |

| 31ª giornata | Padova | 2 – 1 | Venezia |  |

| 32ª giornata | Pordenone | 1 – 1 | Padova |  |

| 33ª giornata | Padova | 4 – 0 | Adriese |  |

| 34ª giornata | Fanfulla | 0 – 3 | Padova |  |

#### Spareggio promozione
| Verona 13 Giugno 1980                        | Trento               | 2 – 2 (d.t.s.) | Padova | Stadio Marcantonio Bentegodi |
| \| \| \| \| \| \| Tiri di rigore 5 – 4 \| \| |                      |                |        |                              |
|                                              |                      |                |        |                              |
|                                              | Tiri di rigore 5 – 4 |                |        |                              |

## Statistiche

### Statistiche dei giocatori
| Giocatore    | Serie C2 | Serie C2 | Coppa Italia Semiprof. | Coppa Italia Semiprof. | Totale   | Totale |
| Giocatore    | Presenze | Reti     | Presenze               | Reti                   | Presenze | Reti   |
| ------------ | -------- | -------- | ---------------------- | ---------------------- | -------- | ------ |
| F. Gandolfi  | 19       | ?        | ?                      | ?                      | 19+      | ?      |
| P. Gennari   | 17       | ?        | ?                      | ?                      | 17+      | ?      |
| S. Montanini | 35       | 0        | ?                      | ?                      | 35+      | 0+     |
| W. Berlini   | 34       | 3        | ?                      | ?                      | 34+      | 3+     |
| C. Idini     | 34       | 10       | ?                      | ?                      | 34+      | 10+    |
| A. Berti     | 32       | 2        | ?                      | ?                      | 32+      | 2+     |
| A. Battilani | 29       | 0        | ?                      | ?                      | 29+      | 0+     |
| G. Michielon | 8        | 0        | ?                      | ?                      | 8+       | 0+     |
| M. Tubaldo   | 7        | 0        | ?                      | ?                      | 7+       | 0+     |
| G. Perego    | 33       | 6        | ?                      | ?                      | 33+      | 6+     |
| G. Pillon    | 35       | 6        | ?                      | ?                      | 35+      | 6+     |
| I. Romanzini | 27       | 2        | ?                      | ?                      | 27+      | 2+     |
| A. Amadi     | 12       | 0        | ?                      | ?                      | 12+      | 0+     |
| F. Pezzato   | 35       | 16       | ?                      | ?                      | 35+      | 16+    |
| A. Spinoccia | 18       | 0        | ?                      | ?                      | 18+      | 0+     |
| C. Vitale    | 35       | 13       | ?                      | ?                      | 35+      | 13+    |
| W. Bertagna  | 10       | 1        | ?                      | ?                      | 10+      | 1+     |